# V.I.P. Casino: Blackjack
V.I.P. Casino: Blackjack é um jogo de video game de blackjack para o WiiWare desenvolvido pela High Voltage Software. O jogo foi um dos títulos de lançamento do serviço WiiWare na América do Norte em 12 de maio de 2008. O jogo tem múltiplos reviews.
O jogo assume o papel de "Mr Paradise" jogando contra o computador ou com até três oponentes humanos para conseguir a maior pontuação de dinheiro na mesa. O jogo possui gráficos em 3D e controles que utilizam o sensor de movimento do Wii Remote.

## Ligações Externas
- Página do jogo no WiiWare World (em inglês)